# Sudáfrica en los Juegos Paralímpicos de Heidelberg 1972
Sudáfrica estuvo representada en los Juegos Paralímpicos de Heidelberg 1972 por un total de 25 deportistas, 13 mujeres y 12 hombres.

## Medallistas
El equipo paralímpico sudafricano obtuvo las siguientes medallas:
| Nombre                     | Deporte            | Evento                                      |
| -------------------------- | ------------------ | ------------------------------------------- |
| Oro                        |                    |                                             |
| Hattingh                   | Atletismo          | Disco 3 femenino                            |
| Le Roux                    | Atletismo          | Disco 4 femenino                            |
| Van Rensburg               | Atletismo          | Disco 2 masculino                           |
| Van Rensburg               | Atletismo          | Jabalina 2 masculino                        |
| Van Rensburg               | Atletismo          | Peso 2 masculino                            |
| Margaret Harriman          | Bolos sobre hierba | Individual femenino                         |
| Schyff                     | Natación           | 25 m braza 2 femenino                       |
| Schyff                     | Natación           | 25 m libre 2 femenino                       |
| Schyff                     | Natación           | 75 m estilos 2 femenino                     |
| Le Roux                    | Natación           | 50 m espalda 4 femenino                     |
| Equipo                     | Natación           | 3 × 50 m estilos 2-4 femenino               |
| M. Vanderriet              | Natación           | 50 m braza 4 masculino                      |
| M. Vanderriet              | Natación           | 50 m libre 4 masculino                      |
| Bosch                      | Natación           | 100 m libre 5 masculino                     |
| Margaret Harriman          | Tiro con arco      | Ronda FITA clase abierta femenino           |
| W. Kokott                  | Tiro con arco      | Ronda Western corta clase abierta masculino |
| Plata                      |                    |                                             |
| Van der Schyff             | Atletismo          | Disco 2 femenino                            |
| Van der Schyff             | Atletismo          | Peso 2 femenino                             |
| Swanepoel                  | Atletismo          | Disco 5 femenino                            |
| Slabbert                   | Atletismo          | Jabalina 2 femenino                         |
| Le Roux                    | Atletismo          | Peso 4 femenino                             |
| Daniel Erasmus             | Atletismo          | Peso 3 masculino                            |
| Margaret Harriman Hattingh | Bolos sobre hierba | Dobles femenino                             |
| Louw                       | Natación           | 100 m braza 6 femenino                      |
| Bosch                      | Natación           | 100 m espalda 5 masculino                   |
| Equipo                     | Natación           | 3 × 100 m estilos 5-6 masculino             |
| Van der Merwe              | Tiro con arco      | Ronda Western corta clase abierta femenino  |
| E. Wolvaardt               | Tiro con arco      | Ronda St. Nicholas paraplejia femenino      |
| Bronce                     |                    |                                             |
| Swanepoel                  | Atletismo          | Jabalina 5 femenino                         |
| Swanepoel                  | Atletismo          | Peso 5 femenino                             |
| Van der Schyff             | Atletismo          | Jabalina 2 femenino                         |
| Slabbert                   | Atletismo          | Peso 2 femenino                             |
| Holmes                     | Atletismo          | Jabalina 1A masculino                       |
| Daniel Erasmus             | Atletismo          | Jabalina 3 masculino                        |
| M. Schaefer                | Natación           | 50 m braza 3 femenino                       |
| M. Schaefer                | Natación           | 50 m libre 3 femenino                       |
| Louw                       | Natación           | 100 m libre 6 femenino                      |
| Louw                       | Natación           | 150 m estilos 6 femenino                    |
| Equipo                     | Natación           | 3 × 100 m estilos 5-6 femenino              |
| M. Vanderriet              | Natación           | 75 m estilos 4 masculino                    |
| Alcock                     | Natación           | 150 m estilos 6 masculino                   |